# Außenbürgerschaft Hückeswagen
Die Außenbürgerschaft Hückeswagen war bis zum 19. Jahrhundert der ländliche Außenbezirk der Freiheit Hückeswagen innerhalb des Kirchspiels Hückeswagen im bergischen Amt Hückeswagen. Zu der Außenbürgerschaft zählten die  Honschaften Berghausen, Große Honschaft, Herdingsfeld und Lüdorf.
Ab 1815 gehörte die Außenbürgerschaft zur bergischen Bürgermeisterei Hückeswagen im Kreis Lennep des Regierungsbezirks Düsseldorf innerhalb der preußischen Rheinprovinz und bildete die Landgemeinde Hückeswagen, die 1859 zu einer eigenen Bürgermeisterei wurde, seit ca. 1890 Neuhückeswagen hieß und 1920 in die Stadt Hückeswagen eingemeindet wurde.